# Armadeira
Phoneutria (do grego φονεύτρια, latinizado: phoneútria, "assassina") é um gênero de aranhas conhecidas pelos nomes comuns de armadeira, aranha-macaco ou aranha-de-bananeira, pertencentes à família dos ctenídeos. O nome comum armadeira vem da sua atitude invariável de ataque, com as patas dianteiras erguidas. São encontradas no Brasil, Paraguai, norte da Argentina e Uruguai, onde teria sido introduzida.

## Características
Apresenta patas grandes, com 13 a 15 cm de comprimento, com um tamanho corporal de 1,7 a 4,8 cm. A espécie tem a reputação de se esconder nos cachos de bananas, o que deu origem ao nome comum de aranha-bananeira (em inglês: banana spider). Esse comportamento, aliado ao seu tamanho (ocupa toda a palma de uma mão), grandes quelíceras, autênticos colmilhos, de coloração avermelhado-pardo, dois grandes olhos frontais e dois olhos menores de cada lado, a que se juntam patas grossas e peludas, fazem com que esta aranha, que é muito veloz, seja muito temida nos navios de transporte de bananas, nas plantações de bananas, nos portos tropicais. São muito agressivas se perturbadas e produzem um veneno cujo componente neurotóxico é tão potente que apenas 0,006 mg é suficiente para matar um rato de 20 gramas, (6 μg) por via intravenosa e de 134 μg por via subcutânea, comparado com 110 μg e 200 μg respectivamente para o veneno de Latrodectus mactans (Viúva Negra). Frequentemente entram em habitações humanas à procura de alimento, parceiros sexuais ou mesmo abrigo, escondendo-se em roupas e sapatos.

## Acidentes
Dos 128.932 casos de acidentes com aranhas durante 2009 a 2013, apenas 59.700 (46,3%) tiveram o gênero de aranha causador do envenenamento registrado (Tabelas 6 e 7). A maioria dos casos correspondeu ao loxoscelismo (Aranha Marrom) com 66,3%, seguido pelo foneutrismo (Armadeira) com 32,8% e latrodectismo (Viuva Negra ) com 0,9% do total. Foram atribuídos durante o período estudado, 66 óbitos por envenenamentos por aranhas e, destes, apenas 24 tiveram o gênero de aranha causador do acidente identificado. A maioria dos óbitos (18) foi atribuída ao gênero Loxosceles (Letalidade de 0,04%), seguido por Phoneutria com 5 óbitos (0,02%) e Latrodectus com 1 óbito (0,17%).

## Veneno
A peçonha da Phoneutria é composta por polipeptídeos, além de histamina e serotonina. Sua ação é neurotóxica e cardiotóxica. A ação neurotóxica ocorre no SNC, mais precisamente nos canais de sódio, provocando despolarizações nas terminações nervosas, (sinapses) sensitivas e motoras, fibras musculares e no sistema nervoso autônomo, induzindo a liberação de neurotransmissores (principalmente a acetilcolina e catecolaminas.). A ação cardiotóxica interfere na atividade contrátil do músculo estriado cardíaco, ativação do sistema de calicreína tissular, ativação de fibras sensoriais e esvaziamento gástrico. A picada da Phoneutria é relativamente letal para ratos.
Além de causar dor intensa, o veneno da aranha pode também causar priapismo em humanos. Ereções resultantes da picada são incômodas, podem durar várias horas e causar impotência. O componente do veneno (Tx2-6) está sendo estudado para uso em tratamentos de disfunção erétil.
É considerada a espécie de aranha mais peçonhenta e uma das mais agressivas do mundo

### Sintomatologia
Os pontos de inoculação sobre a pele são vistos acompanhados de inchaço, vermelhidão e sudorese local. A dor é queixa comum, pode ser local ou irradiada, tem intensidade variada e é acompanhada de parestesias (formigamento). Dependendo do estado da pessoa, além da dor, os sintomas mais comuns são taquicardia com alterações no eletrocardiograma, hipertensão arterial, sudorese com visão turva e vômitos ocasionais. O hemograma pode apresentar leucocitose com neutrofilia e hiperglicemia.
O quadro em crianças com menos de seis anos e idosos muito debilitados pode evoluir para edema pulmonar e choque representando um risco não desprezível de morte.

### Tratamento
Apesar da alta toxicidade da peçonha da armadeira, a absoluta maioria dos casos registrados são considerados leves e de prognóstico benéfico. Nestes casos o tratamento é sintomático resumindo-se a analgésicos via oral e anestésico local xilocaína e, em caso de ânsia de vômito, um antiemético como Plasil (Metoclopramida). Nos moderados que apresentam sudorese acompanhada de leve taquicardia e hipertensão, o tratamento sintomático é acompanhado do específico com soro antiaracnídeo. Nos casos graves que apresentam grandes alterações na pressão arterial com taquicardia/bradicardia e sudorese profusa, uma dose maciça de soro antiaracnídeo juntamente com cuidados médicos intensivos tornam-se necessários.

## Espécies

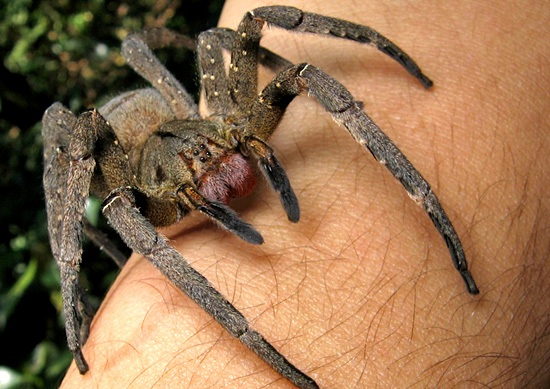
Fêmea de P. cf nigriventer (a espécie é venenosa e o seu manuseamento constitui um risco significativo).

O género inclui as seguintes espécies:
- Phoneutria bahiensis Simó & Brescovit, 2001 — Mata atlântica do Brasil.
- Phoneutria boliviensis (F. O. Pickard-Cambridge, 1897) — América Central e do Sul (listada na Costa Rica, Panamá, Colômbia, Peru, Equador e Bolívia)
- Phoneutria eickstedtae Martins & Bertani, 2007 — Brasil
- Phoneutria fera Perty, 1833 — Equador, Peru, Brasil, Suriname, Guiana e Colômbia.[11]
- Phoneutria keyserlingi (F. O. Pickard-Cambridge], 1897) — Mata atlântica do Brasil.
- Phoneutria nigriventer (Keyserling, 1891) — Brasil, norte da Argentina; introduzida no Uruguai.
- Phoneutria pertyi (F. O. Pickard-Cambridge, 1897) — Mata atlântica do Brasil.
- Phoneutria reidyi (F. O. Pickard-Cambridge, 1897) — Venezuela, Peru, Brasil, Guiana.

## Alimentação
Alimenta-se de insetos e pequenas lagartixas.